# Mahendra Kapoor
Pour les articles homonymes, voir Kapoor.
Mahendra Kapoor (né le 9 janvier 1934 à Amritsar, Punjab - mort le 27 septembre 2008 à Bombay) était un chanteur de playbacks indien.
Inspiré à ses débuts par Mohammed Rafi, sa carrière s'étend de 1956 à 1999. Il est notamment présent sur de nombreux films de Baldev Raj Chopra. Détenteur de trois Filmfare Awards (1963, 1967, 1974) et d'un National Film Awards (1968), il est distingué par la Padma Shri en 1972.